# Areca guppyana
Areca guppyana es una especie de palmera perteneciente a la familia Arecaceae. Es originaria de la Islas Solomon. Está tratada en peligro de extinción por la pérdida de hábitat.

## Descripción
Es una pequeña palmera que se encuentra en los bosques primarios.

## Taxonomía
Areca guppyana fue descrita por Odoardo Beccari y publicado en Webbia 4: 258. 1914.
Etimología
Areca: nombre genérico que deriva de un nombre vernáculo usado en Malabar, India.
guppyana: epíteto otorgado en honor de Henry B. Guppy (1854-1926), botánico británico.